# Quararibea pendulifera
Quararibea pendulifera là một loài thực vật có hoa trong họ Cẩm quỳ. Loài này được K.Schum. miêu tả khoa học đầu tiên năm 1886.